# Jacek Zieliński (labdarúgó, 1961)
Jacek Zieliński (Tarnobrzeg, 1961. március 22. –) lengyel labdarúgó, edző. 2024 óta a Korona Kielce vezetőedzője.

## Pályafutása

### Labdarúgóként
Zieliński a lengyelországi Tarnobrzeg városában született.
1976-ban mutatkozott be a Siarka Tarnobrzeg felnőtt keretében. 1980-ban a Gwardia Warszawához írt alá. 1984-ben visszatért a Siarka Tarnobrzeghez. 1993-ban a Stal Stalowa Wola szerződtette.

### Edzőként
1998-ban a Siarka Tarnobrzeg vezetőedzője lett. 2000 és 2009 között a több klubnál töltötte be az edzői pozíciót, mint például a Korona Kielcénél, a Górnik Łęcznánál, a Piast Gliwicénél és a Polonia Warszawánál. 2009-ben a Lech Poznańhoz igazolt. A csapattal megszerezte a 2009–10-es szezon bajnoki címét és a 2009-es lengyel szuperkupa trófeáját. 2015-től 2017-ig, majd 2021-től a szintén első osztályú Cracovia edzője.

## Sikerei, díjai

### Edzőként
Lech Poznań
- Ekstraklasa
  - Bajnok (1): 2009–10

- Lengyel Szuperkupa
  - Győztes (1): 2009